# چوی یونگجه
چوی یونگ جه (کره‌ای: 최영재؛ زادهٔ ۱۷ سپتامبر ۱۹۹۶) خواننده، هنرپیشه، هنرمند رقص اهل موکپو است که در کرهٔ جنوبی فعالیت می‌کند و یکی از اعضای گروه هفت نفرهٔ گات‌سون است. او در گروه گات سون نقش وکال اصلی را بر عهده دارد.
مدت کارآموزی او در جی‌وای‌پی ۷ ماه بود و به خاطر صدای بی نظیرش، او را در گروه گات‌سون پذیرفتند.
او به همراه گروه گات‌سون در درمای شوالیه رؤیاها بازی کرده‌است.

## حرفه
یونگ‌جه در سال ۲۰۱۳ در اودیشنی که جی‌وای‌پی اینترتینمنت در مدرسه موسیقی زادگاهش در موکپو برگزار شد، قبول و کارآموز شد. پس از یک ماه آموزش در سئول، او به عنوان بخشی از گروه پسرهای جدید جی‌وای‌پی‌ای انتخاب شد. وی پس از گذشت ۷ ماه آموزش، به عنوان ووکال اصلی گروه کات سون و با تک آهنگ «دختران دختران دختران»، که در تاریخ ۱۶ ژانویه ۲۰۱۴ منتشر شد و تحت عنوان آلبوم چندآهنگه به اسم گرفتی؟ آغاز به کار کرد. یونگجه در روزهای اول دبیو اعلام کرد که رؤیای او تبدیل شدن به یک درمانگر موسیقی است.
او از سال ۲۰۱۶ به نوشتن آهنگ و لیریک تحت عنوان Ars مشغول است و با "Rewind" در آلبوم Flight Log: Departure.
آغاز به کار کرد. یونگجه در سال ۲۰۱۷ با آهنگ "قربانی عشق" با سنجوی و الیوت یامین همکاری داشت، او در سال ۲۰۱۸ "I'm All Ears" را با پارک جی مین برای خودکشی جوانان بنیاد مسئولیت اجتماعی بیمه زندگی تحت کمپین پیشگیری ضبط کرد. این آهنگ در تاریخ ۱۵ اکتبر در کنار موزیک ویدیو منتشر شد.

## زندگی شخصی
چوی یونگ جه فرزند آخر خانوادهٔ پنج نفره است. خواهر او دارای دو فرزند دختر و پسر است و برادر او در ۲۹ دسامبر ۲۰۱۹ ازدواج کرد. یونگ‌جه همچنین یک سگ خانگی به نام کوکو دارد. در پانزده سالگی یونگ‌جه در مسابقهٔ خوانندگی در موکپو شرکت کرد و نفر اول مسابقات شد. وی در فوریه ۲۰۱۵ از دبیرستان هنر کره سئول فارغ‌التحصیل شد و در گروه تئاتر و فیلم دانشگاه Seokyeong پذیرفته شد. سال بعد او به خاطر مشغلهٔ کاری زیاد به بخش مدلینگ دانشگاه Daekyeung انتقال پیدا کرد. در سال ۲۰۱۷ به مدت یک ماه به نیویورک رفت و در آنجا کلاس‌های خوانندگی را گذراند و توانست همراه با الیوت یامین و سنجوی آهنگ قربانی عشق را منتشر کند.

## فعالیت‌های سولو
چوی یونگ جه تحت نام هنری آرس (Ars) لیریک نویسی و آهنگسازی را با آهنگ "Rewind" در آلبوم Flight Log: Departure آغاز کرد.
در سال ۲۰۱۷ همراه با سنجوی والیوت یامین آهنگ Victim of Love را همخوانی کرد و در سال ۲۰۱۸ همراه با پارک جی-مین آهنگ I'm All Ears را برای کمپین جلوگیری از خودکشی جوانان را همخوانی کرد. این آهنگ در ۱۵ اکتبر همراه با موزیک ویدئو منتشر شد.
از سال‌های ۲۰۱۸ تا ۲۰۲۰ وی برای سریال‌های "تابهٔ عشق" و " وقتی عشقم شکوفا می‌شود" اهنگ‌های "At The Usual Time" و "Fall in Love" را خواند.
از ۱۸ می ۲۰۱۸ همراه با یونگ کی از دی سیکس به عنوان دی جی‌های رادیوی ثابت برنامهٔ ایدل رادیو انتخاب شد. اولین فصل این برنامه در ۲۵ سپتامبر خاتمه یافت.
وی همچنین در بهار ۲۰۱۸ به عنوان مجری شوکیس زیر گروه جاستو در شهرهای توکیو (۱۰–۱۱ آوریل) و اوساکا (۱۷–۱۸ آوریل) اجرا کرد.
در ۲۵ می ۲۰۲۰ در همکاری با Howlpot، که یک برند طراحی وسایل حیوانات خانگی است، برای سگ‌ها و افراد برند Ars x Coco را راه اندازی کرد ک تا ۸ ژوئن ادامه داشت. از عواید این راه اندازی ۱۵ میلیون وون به انجمن حمایت از حیوانات کره جنوبی اختصاص داد.
وی همچنین در نسخهٔ ماه سپتامبر مجلهٔ Star1 در یک مصاحبه و فوتوشات حضور داشت.
در ۲۵ سپتامبر اعلام شد وی به عنوان یکی از بازیگران سریال کمدی جدید نتفلیکس به عنوان "so not worth it" انتخاب شده‌است. این کمدی ۵۰ قسمتی داستان گروهی از دانشجویان با فرهنگ و ملیت متفاوت است که در یک خوابگاه دانشجویی جمع شده‌اند. وی نقش یک پسر دورگه کره ای-استرالیایی به اسم سم را بازی می‌کند که پدرش صاحب فروشگاه‌های زنجیره ای است.
در ۲۵ سپتامبر در برنامهٔ رقابتی Idol star dog championship همراه با سگ خود کوکو شرکت کرد. این برنامه در روز عید چوسوک و در ۲ اکتبر از شبکهٔ MBC پخش شد.
پس از اتمام قراردادش با کمپانی جی وای پی، چوی یونگجه به کمپانی Sublime Artist Agency پیوست.
در تاریخ ۱۷ فوریه یونگجه در برنامهٔ رادیویی Naver now Ravi's question mark شرکت کرد. او در این برنامه دربارهٔ برنامه‌های آینده خود با همراهی کمپانی جدید خوب صحبت کرد.

## فعالیت‌های انسان دوستانه
- در ۲۵ می ۲۰۲۰ در همکاری با Howlpot، که یک برند طراحی وسایل حیوانات خانگی است، برای سگ‌ها و افراد برند Ars x Coco را راه اندازی کرد ک تا ۸ ژوئن ادامه داشت. از عواید این راه اندازی ۱۵ میلیون وون به انجمن حمایت از حیوانات کره جنوبی اختصاص داد.
- در اوت ۲۰۲۰ یونگجه با ثبت کارت اهدای عضو رسماً به کمپین اهدای عضو پیوست و در ۱۱ سپتامبر تک آهنگ "Everything For You" را برای این کمپین  منتشر کرد.

## ترانه‌شناسی
دیسکوگرافی گاتسون را هم ببینید

### به عنوان خوانندهٔ اصلی
| عنوان                                    | سال  | آلبوم                            |
| ---------------------------------------- | ---- | -------------------------------- |
| "روز من" (내 하루)                       | ۲۰۱۶ | تک آهنگ‌های غیرتجاری              |
| "تروما"                                  | ۲۰۱۶ | تک آهنگ‌های غیرتجاری              |
| "دکمه تماس" (통화버튼) (با جی. پرایز)    | ۲۰۱۷ | تک آهنگ‌های غیرتجاری              |
| "می‌خواهم بخوابم" (잠들고 싶어) (با نودی) | ۲۰۱۷ | تک آهنگ‌های غیرتجاری              |
| "Everything For You"                     | ۲۰۲۰ | تک اهنک حمایت از کمپین اهدای عضو |

### همکاری‌های هنرمند
| Title                                             | Year | Album                  |
| ------------------------------------------------- | ---- | ---------------------- |
| "One Dream One Korea" (feat. various artists)[12  | ۲۰۱۵ | Non-album single       |
| ("Victim of Love" (feat. Sanjoy and Elliott Yamin | ۲۰۱۷ | Non-album single       |
| ("I'm All Ears" (다둘어줄게) (feat. Park Ji-min   | ۲۰۱۸ | Ready to Listen Part 2 |

### موسیقی متنفیلم
| عنوان                          | سال  | آلبوم                   |
| ------------------------------ | ---- | ----------------------- |
| "At The Usual Time"            | ۲۰۱۸ | Wok of Love OST         |
| (Falling In Love" (빠져드나봐" | ۲۰۲۰ | When My Love Blooms OST |

## اهنگ‌های منتشر شده تحت عنوان آرس در البوم‌های گات سون
| عنوان                                   | متن آهنگ                                                   | اهنگساز                                                               | البوم                       |
| --------------------------------------- | ---------------------------------------------------------- | --------------------------------------------------------------------- | --------------------------- |
| "Rewind"                                | Ars (Youngjae) , Ju Chanyang                               | Ars (Youngjae), Ju Chanyang, Command Freaks                           | Flight Log: Departure       |
| "HEY"                                   | Kim Won, Ars (Youngjae), Oh Hyunjoo                        | (Kim Won, Ars (Youngjae                                               | 2016 Flight Log: Turbulence |
| (아파" (Sick"                           | (Ars (Youngjae), Mark (rap parts), Jackson Wang (rap parts | Damon Sharpe, Carlos Battey, Gregg Pagani                             | 2016 Flight Log: Turbulence |
| "Sign"                                  | -(Ars (Youngjae Noday-Chloe                                | -(Ars (Youngjae Noday-Chloe                                           | Flight Log: Arrival         |
| "Moon U"                                | Ars (Youngjae)-Maxx Song-BamBam-Joo Chan-yang              | Ars (Youngjae)-Joo Chan-yang-Command Freaks                           | 7for 7                      |
| "(Kono mune ni (この胸に"               | (Ars (Youngjae                                             | (Ars (Youngjae                                                        | Turn up                     |
| "(Hesitate (망설이다"                   | (AMIllO & Ars(Youngjae                                     | (5S, AMIllO & Ars(Youngjae                                            | Eyes on You                 |
| "(1:31AM) (잘 지내야해)" (JB, Youngjae) | (Defsoul(JB), Ars(Youngjae                                 | Defsoul(JB), Ars(Youngjae), 220, minGtion                             | Present: You & Me           |
| "Think About It" (JB, Mark, Youngjae)   | Defsoul(JB), Mark, Ars(Youngjae)                           | Defsoul(JB), Ars(Youngjae), Mark, Mirror BOY (220VOLT), Lee Sang-chul | Present: You & Me           |
| "Time Out"                              | Ars-Noday-Versa Choi                                       | Ars-Noday-Versa Choi                                                  | Spinning Top                |
| (備忘録/Bibouroku (Memorandum"          | (Ars (Youngjae                                             | (Ars (Youngjae                                                        | Love Loop                   |
| "Aura"                                  | Ju Chan-yang, Nihwa                                        | Ju Chan-yang, Nihwa, Lavin                                            | DYE                         |

## دراما
| سال  | عنوان           | نقش    | شبکه      | توضیحات                                           |
| ---- | --------------- | ------ | --------- | ------------------------------------------------- |
| ۲۰۱۵ | شوالیه رؤیا     | یونگجه | یوکو تودو | درام آنلاین کره ای و چینی توسط JYPE و Youku Tudou |
| ۲۰۲۰ | So Not Worth It | Sam    | Netflix   | کمدی (Sitcom)                                     |

برنامه‌های تلویزیونی
| سال  | عنوان                        | شبکه تلویزیونی | توجه داشته باشید                                                           | مرجع.                |
| ---- | ---------------------------- | -------------- | -------------------------------------------------------------------------- | -------------------- |
| ۲۰۱۷ | پادشاه ماسک خواننده          | MBC            | قسمت‌های ۹۳–۹۴ (پخش شده در تاریخ ۸ و ۱۵ ژانویه)، به عنوان ماشین بازی        |                      |
| ۲۰۱۸ | آهنگ‌های جاودانه: آواز افسانه | KBS            | قسمت سوم در تاریخ ۳ فوریه پخش شد، با خواندن "mercury lamps" از کیم یئون-جا | [ ۱۱ ] [ ۱۲ ] [ ۱۳ ] |
| ۲۰۱۹ | GOT7 GOLDEN KEY              | Star K         | پخش شده در یوتیوب به همراه Got7's Mark                                     |                      |
| ۲۰۲۰ | Idol Star Dog Championship   | MBC            | همراه با کوکو در رقابت بین سگ‌ها                                            |                      |

### دی جی رادیو
| سال  | عنوان           | کانال                                  | یادداشت                                                               |
| ---- | --------------- | -------------------------------------- | --------------------------------------------------------------------- |
| ۲۰۱۵ | شب ستاره دار FM | FMC استاندارد FM                       | مهمان (۷ ژوئیه)                                                       |
| ۲۰۱۵ | kiss the radio  | KBS FM FM                              | میزبان ویژه با جی بی (۱۵ اکتبر)                                       |
| ۲۰۱۶ | kiss the radio  | KBS FM FM                              | میزبان ویژه با جین یونگ                                               |
| ۲۰۱۷ | kiss the radio  | KBS FM FM                              | میزبان ویژه با جین یونگ (۲۳–۲۶ اکتبر)                                 |
| ۲۰۱۸ | kiss the radio  | KBS FM FM                              | میزبان ویژه با جین یونگ (۱۵ ژانویه) و یوگیوم (۵–۶ مارس)               |
| ۲۰۲۰ | Idol Radio      | vlive channel MBC Radio MBC Mini Naver | میزبان ویژه با جی بی (۲۶–۲۸ آوریل) میزبان ویژه با یونگ کی (۶-۹-۱۰ می) |
| ۲۰۲۰ | Idol Radio      | vlive channel MBC Radio MBC Mini Naver | میزبان دائم همراه با یونگ کی از ۱۸ می تا ۲۵ سپتامبر                   |
| ۲۰۲۰ |                 |                                        |                                                                       |

## یادداشت
1. ↑  As to his songs not released as GOT7, he uploads them onto SoundCloud as "Ars".